# Tramwaje w Campeche
Tramwaje w Campeche − zlikwidowany system komunikacji tramwajowej w meksykańkim mieście Campeche.

## Historia
Tramwaje w Campeche uruchomiono w 1882. Linia tramwaju konnego o długości 4 km połączyła Campeche z Lerma. Następnie w Campeche uruchomiono tramwaje benzynowe. Data likwidacji systemu nie jest znana. 